# Ludmila Pihertová
Ludmila Victoria, též Viktorie nebo Vítězka) Pihertová, křtěná Ludmila Anežka Josefa (18. března 1890 Praha – 1945) byla česká spisovatelka, filoložka a knihovnice.

## Životopis
Rodiče: Mathias Pihert „ingenieur dráhy Buštehradské“ a Jindřiška Pihertová-Langová. Bratr Jindřich Ladislav Pihert (5. 8. 1874 Dubí – 29. 11. 1939 Praha).
Bratr Ludmily byl pianista, hudební publicista a kritik. Ludmila studovala Filosofickou fakultu na české Karlo-Ferdinandově univerzitě, kde promovala 15. dubna 1918. Složila hlavní rigorózní zkoušku z filologie germánské a slovanské a vedlejší rigorózní zkoušku z filozofie. Byla vrchní ředitelkou Veřejné a univerzitní knihovny v Praze. Pracovala jako germanistka, literární historička a publicistka.

## Dílo

### Studie
- Praha Jiřího Karáska ze Lvovic: problémy dekadence a demonie – Vítězka Pihertová. Praha: Politika, 1923

### Dizertační práce
- Freimauertum, Empfindsamkeit und Aufklarung als kultur- und charakterbildende Momente des Bildungsniveau des Grafen Kaspar Sternberg in seiner Jugend – napsala Ludmila Víctoria Pihertová